# Associació Catalana de Cecs i Disminuïts Visuals
LAssociació Catalana de Cecs i Disminuïts Visuals (ACCDV) és una entitat sense ànim de lucre, amb la seva seu a Barcelona (Espanya), inscrita en el registre d'Associacions de la Conselleria de Justícia de la Generalitat de Catalunya amb el número 14.965, i declarada d'Utilitat Pública pel Ministeri de l'Interior el 29 de desembre de 1997, la finalitat de la qual és donar servei a les persones cegues i disminuïdes visuals per tal de millorar la seva qualitat de vida i aconseguir una millor integració social del col·lectiu.

## Història
El 1993, la falta d'integració social del col·lectiu de persones cegues o amb baixa visió i la manca important de serveis que patia el col·lectiu, impulsà un grup de persones a fundar l'Associació Catalana de Cecs i Disminuïts Visuals (ACCDV) per tal de donar serveis al col·lectiu i fer-ne divulgació de la seva problemàtica, i, així, millorar la seva qualitat de vida i afavorir una millor integració social.
Aquest projecte es materialitzà el 17 de febrer de 1994, quan l'Associació Catalana de Cecs fou inscrita al registre de la Direcció General de Dret i d'Entitats Jurídiques del Departament de Justícia de la Generalitat de Catalunya amb el número 14.965. L'ACCDV començà molt modestament, radicada en un pis particular i proporcionant únicament activitats d'animació sociocultural amb suport de voluntaris. Mercès a ells augmentà les seves àrees d'actuació fins a cobrir els tres àmbits que la caracteritzen: Serveis Personals, Serveis Culturals i Serveis Socials.
L'any 1996 l'associació es traslladà a un petit despatx i firmà un acord amb la Dirección General de Objeción de Conciencia del Ministerio de Justicia per a la col·laboració d'objectors en les seves activitats. L'elevat nombre de voluntaris i objectors implicat feu necessari formalitzar els coneixements que els oferíen en forma de cursos específics per a ells. L'any següent el Ministeri de l'Interior reconegué la tasca de l'ACCDV i la declarà entitat d'Utilitat Pública el 29 de desembre de 1997.
El 1998, l'Institut Català del Voluntariat, de la Generalitat de Catalunya, rebé les competències sobre objecció de consciència i reafirmà la seva col·laboració l'ACCDV, destinant un bon nombre d'objectors a les seves activitats, amb l'augment paral·lel dels serveis prestats per l'associació. El mateix any impulsaren la creació de la Fundació per la Investigació per la Visió, amb l'objectiu de promoure la investigació científica orientada a la resolució dels problemes visuals i la sensibilització de la població sobre la necessitat d'aquesta investigació.
L'any 1999 es decideix crear l'Aula d'Estudis Socials Arxivat 2012-02-09 a Wayback Machine., per tal que s'ocupés dels cursos de formació, dissenyats per als voluntaris, els difongués en tota la societat i en crees de nous.
En l'any 2006, amb la important col·laboració de La Caixa i la Fundació Pfizer, l'ACCDV va passar a ser una entitat de mitjana envergadura, milliorant i ampliant els seus serveis amb la contractació de diversos professionals, oferint més classes d'informàtica adaptada, una nova àrea psocològica, nous cursos i tallers de braille i noves tecnologies, sensibilització a nens, introducció a les discapacitats, barreres i gossos guia.

## Objectius
Actualment hi ha a Catalunya 10.000 persones cegues i més de 200.000 persones amb disminució visual. Aquestes persones tenen nombrosos problemes derivats de la seva disminució i en funció del moment en què aquesta els afectà.
L'Associació Catalana de Cecs i Disminuïts Visuals (ACCDV) té com a finalitat donar servei a les persones cegues i disminuïdes visuals per a millorar la seva qualitat de vida i aconseguir una millor integració social del col·lectiu.
Per tal d'aconseguir tal finalitat, l'associació treballa en tres àmbits: serveis personals, serveis culturals i serveis socials.
Àmbit de Serveis Personals
Es tracta de l'àmbit més rellevant i proper de l'ACCDV, on s'atén a la persona de forma individualitzada en funció de les seves necessitats, on distingim quatre àrees:
- Rehabilitació bàsica
- Acompanyament i ajuda a persones cegues i amb disminució visual
- Àrea psicològica
- Àrea educativa

Àmbit de Serveis Culturals
En aquest àmbit es realitzen tota mena d'activats per apropar el món de la cultura a les persones discapacitades visuals i perquè en gaudeixin de la cultura de forma habitual. Aquest àmbit es divideix en quatre àrees:
- Sortides d'animació sociocultural
- Adaptació de material cultural
- Adaptació d'esdeveniments culturals en viu
- Adaptació de recorreguts a museus i monuments.

Àmbit de Serveis Socials
És l'àmbit més general d'actuació dirigit a tota la societat, per aquesta raó la tasca de l'entitat resulta menys palpable, però no per això menys important, ans al contrari es considera fonamental per al benestar de les persones del col·lectiu de discapacitats visuals. Aquest àmbit es divideix en cinc àrees:
- Integració social
- Integració laboral
- Reivindicant els nostres drets
- Resolució de diligències burocràtiques
- Impulsant la investigació

## Publicacions
La conscienciació sobre les barreres que pateix una persona amb discapacitat visual severa, els avenços científics i terapèutics sobre la visió, la vivència que des de la disminució expliquen els afectats, els avenços tecnològics que fan accessible la comunicació entre el discapacitat visual i la societat, poden donar peu a construir una societat millor.
L'Associació Catalana de Cecs i Disminuïts Visuals ha assumit que aquesta transmissió dels seus objectius l'ha de realitzar creant el seu propi orgue de comunicació on la pluralitat de pensament es pugui difondre i on les característiques del col·lectiu tinguin una plataforma d'expressió.
Boletín Trimestral de la ACCDV:
Amb aquesta publicació el soci està al corrent de l'oferta d'activitats que l'ACCDV du a terme on les activitats d'animació sociocultural tenen un destacat espai informatiu i es donen a conèixer les raons per les quals l'ACCDV ha programat cada activitat, els especialistes que hi participaran, l'objectiu de l'activitat, i el lloc i la data de celebració.
El Butlletí informa sobre els projectes de llibre parlat i sono-cine i les activitats ordinàries i extraordinàries desenvolupades des de totes les seves àrees.
A través de la secció corresponent, informa a l'associat de les actuacions de relació que l'ACCDV du a terme amb les institucions catalanes que s'ocupen del benestar de les persones amb disminució visual per a la millora de les condicions de vida i de les accions endegades a favor dels drets del col·lectiu.
Tanmateix s'adona de l'activitat de les comissions creades i la convocatòria de les seves reunions de treball.
Revista L'Ull:
Es tracta del projecte de comunicació més ambiciós de l'Associació Catalana de Cecs i Disminuïts Visuals.
Amb la present revista, l'ACCDV vol apropar a tots els ciutadans la problemàtica que presenta una societat basada en la normalitat envers les persones que pateixen algun tipus de disminució visual i, alhora, donar cabuda i difusió a sectors afectats per a les disminucions visuals.
La Revista L'Ull està dirigida als socis, a persones afectades amb alguna malaltia visial, a professionals de la visió i al públic en general.
Llibre Parlat:
Recuperar l'accés a la lectura és una fita per a moltes persones que han perdut la visió d'adult o que pateixen un grau de disminució important. El sistema més adient en aquests casos és el llibre parlat: l'enregistrament d'una obra literària sobre suport de cinta de cassette de 4 pistes, en CD, en format Daisy, o bé en arxiu Mp3.
Viure a les fosques a Catalunya: Informe anual de la situació de les persones amb discapacitat visual a Catalunya:
Es tracta d'un informe realitzat per l'ACCDV amb l'objectiu d'apropar a la població en general la realitat actual en termes d'accesibilitat, cultura, treball, noves tecnologies, atenció, etc. de les persones afectades d'alguna malaltia visual.
Memoria Anual:
L'edició de la Memòria Anual posa a l'abast de tothom les activitats que l'entitat promou i desenvolupa, donant comptes a la societat la qual dirigeix el seu servei i rep el seu ajut per desenvolupar la tasca assumida.
En els diferents àmbits d'actuació s'exposen les realitzacions, els avenços i expectatives de futur que la nostra entitat preveu arribar en els diferents serveis.